# Pseudotremia tuberculata
Pseudotremia tuberculata är en mångfotingart som beskrevs av Loomis 1939. Pseudotremia tuberculata ingår i släktet Pseudotremia och familjen Cleidogonidae. Inga underarter finns listade i Catalogue of Life.